# Фавроль (Канталь)
Фавро́ль (фр. и окс. Faverolles) — коммуна во Франции, находится в регионе Овернь. Департамент — Канталь. Входит в состав кантона Рюин-ан-Маржерид. Округ коммуны — Сен-Флур.
Код INSEE коммуны — 15068.
Коммуна расположена приблизительно в 440 км к югу от Парижа, в 95 км южнее Клермон-Феррана, в 60 км к востоку от Орийака.

## Население
Население коммуны на 2008 год составляло 303 человека.
| 1962 | 1968 | 1975 | 1982 | 1990 | 1999 | 2008 |
| ---- | ---- | ---- | ---- | ---- | ---- | ---- |
| 464  | 549  | 502  | 441  | 378  | 334  | 303  |

## Экономика
В 2007 году среди 184 человек в трудоспособном возрасте (15—64 лет) 138 были экономически активными, 46 — неактивными (показатель активности — 75,0 %, в 1999 году было 69,5 %). Из 138 активных работали 126 человек (78 мужчин и 48 женщин), безработных было 12 (4 мужчин и 8 женщин). Среди 46 неактивных 12 человек были учениками или студентами, 19 — пенсионерами, 15 были неактивными по другим причинам.

## Достопримечательности
- Крест Моншансон (1846 год). Памятник истории с 1983 года[3]
- Замок Шассан[фр.] (XVIII век). Памятник истории с 1992 года[4]